# Tanginak Island
Tanginak Island ist eine kleine unbewohnte Insel der Fox Islands, die zu den Aleuten und damit zum US-Bundesstaat Alaska gehören. Die etwa 300 Meter lange Insel liegt dreieinhalb Kilometer östlich von Akun Island entfernt. 1852 wurde das Eiland von Michail Tebenkow erstmals in den Seekarten verzeichnet. 